# TVP 2
 (janvier 2022).
Si vous disposez d'ouvrages ou d'articles de référence ou si vous connaissez des sites web de qualité traitant du thème abordé ici, merci de compléter l'article en donnant les références utiles à sa vérifiabilité et en les liant à la section « Notes et références ».
TVP 2 (en polonais Telewizja Polska 2) est une chaîne de télévision publique polonaise. Lancée le 2 octobre 1970, cette chaîne généraliste diffuse essentiellement des séries, des jeux télévisés, des variétés et des talk-shows. Plusieurs rendez-vous d'information viennent rythmer l'antenne de la seconde chaîne polonaise.
Appartenant au groupe Telewizja Polska (à l'instar de sa « grande sœur » TVP 1), elle est diffusée sur le réseau hertzien, par câble et par satellite. Certaines de ses émissions sont reprises sur l'antenne de la chaîne satellitaire TVP Polonia. Les émissions de TVP 2 sont diffusées en polonais ou en version originale sous-titrée.

## Histoire
Les premières émissions de la seconde chaîne polonaise débutent au mois d'octobre 1970. Diffusée dans un premier temps uniquement à Varsovie, elle est ensuite relayée dans la plupart des grandes villes du pays.
Se limitant à quelques programmes culturels, informatifs ou événementiels au cours des premières années, elle se forge une identité à partir de 1974. Son antenne s'ouvre alors aux films, séries, émissions de divertissement, mais aussi émissions de vulgarisation scientifique traitant de sujets jusque-là peu abordés à la télévision polonaise, sans toutefois franchir les limites imposées par son ministère de tutelle (ministère de l'information) dans le cadre idéologique strict propre aux démocraties populaires.
Il faut attendre le début des années 1980 pour que l'habillage de la chaîne se distingue de la première chaîne et que le temps d'antenne s'accroisse sensiblement.
Aujourd'hui, TVP 2 est essentiellement une chaîne de divertissement et d'informations.

### Identité visuelle

1970-1975
1975-1976
1976-1983
1983-1987
1985-1992
1992-2000
2000-2003
2003
2021-2023

## TVP 2 HD
Afin de retransmettre au mieux les matchs de l'UEFA Euro 2012, la chaîne est passée à la HD au début du mois de juin 2012.

Logo de TVP2 HD.